# Iglesia de San Luis Gonzaga (Valparaíso)
La Iglesia de San Luis Gonzaga es un templo católico ubicado en el cerro Alegre, en la ciudad de Valparaíso, Chile.

## Historia
Fue construida el año 1893 por el arquitecto Nicanor Marambio, gracias a los terrenos que donó Juana Ross para edificar una iglesia católica en el sector, ya que en el cerro ya existía una iglesia anglicana y una luterana. En 1904 se hicieron cargo del templo los padres palotinos.

## Descripción
Cuenta con tres naves, y es la única iglesia en la ciudad que cuenta con dos torres. De estilo neorrománico, presenta para su acceso unas escalinatas hacia la entrada principal del templo.